# گولتسوو-پروتسن
گولتسوو-پروتسن (به آلمانی: Gülzow-Prüzen) یک شهر در آلمان است که در Rostock District واقع شده‌است. گولتسوو-پروتسن ۱٬۷۴۷ نفر جمعیت دارد.